# 高野渉聖
高野 渉聖（たかの ゆきあ、2008年1月19日 - ）は、日本の俳優、アーティスト。福岡県久留米市出身。

## 来歴
2022年に開催された第35回『ジュノン・スーパーボーイ・コンテスト』にてフォトジェニック賞を受賞。

2023年7月より、日本テレビ『真夜中の推し活～S/TEAM BLOOD』に出演。

2023年10月、植木豪演出の『BREAK FREE STARS』コウチ刑務官役で初舞台を踏む。2024年には舞台『ヒプノシスマイク-Division Rap Battle-』Rule the Stage -New Encounter- にて、山田三郎役に抜擢された。

## 人物

### 趣味・特技
ダンス、歌、卓球、ピアノ

特に、3歳から始めたダンスを得意としており、『ジュノン・スーパーボーイ・コンテスト』の最終選考会「パフォーマンス審査」では、Adoの「新時代」に合わせ、兄弟で振り付けたダンスを披露した。
S/TEAM BLOODでのアーティスト活動においても、最年少ながらダンスリーダーを務めている。
ACTORS☆LEAGUE in Dance 2025では、プロデューサー福澤侑の指名により、チームlumiNousのリーダーに抜擢された。アクターズリーグ全競技を通じて最年少のリーダーとなる。

## 出演

### テレビ番組
- 真夜中の推し活～S/TEAM BLOOD～（2023年7月25日 - 9月26日、日本テレビ） - レギュラー[9]

- 最高の生徒〜余命1年のラストダンス〜 第3話（2023年8月5日、日本テレビ）[10]

- スチブラハウス（2024年2月7日 - 3月13日、日本テレビ） - レギュラー[11][9]

- 〜企画プレゼンバラエティ〜これ採用っスカ?（2025年5月1日 - 21日、2025年8月13日 - 20日〈予定〉TBS） レギュラー[12]

### 舞台

#### 2023年
- BREAK FREE STARS（2023年10月23日 - 11月5日、IHIステージアラウンド東京） - コウチ刑務官 役[13]

#### 2024年
- 舞台「ヒプノシスマイク-Division Rap Battle-」Rule the Stage -New Encounter- （2024年3月1日 - 3月17日、品川プリンスホテル ステラボール / 4月4日 - 7日、COOL JAPAN PARK OSAKA WWホール）- 山田三郎 役[14]

- Experimental Theater「結合男子」（2024年5月7日 - 13日、日本青年館ホール / 5月17日 - 19日、COOL JAPAN PARK OSAKA WWホール） - 安酸栄都 役[15][16]

- 舞台「ヒプノシスマイク-Division Rap Battle-」Rule the Stage -Grateful Cypher- （2024年10月4日 - 10月14日、TOKYO DOME CITY HALL）- 山田三郎 役[17]

- あくたーず☆りーぐ さんにんのおうさまのおはなし（2024年11月2日 - 4日、横浜赤レンガ倉庫1号館 3Fホール） - ぼーいず 役[18]

#### 2025年
- 人狼系推理バトル『レジスタンスイレブン~潜春と謀略の交差点~』（2025年2月28日 - 3月2日、CBGKシブゲキ!!）回替わり出演[19]
- Fantasy Musical『バースデー』（2025年6月20日 - 29日、品川プリンスホテル ステラボール）[20]
- 舞台「ヒプノシスマイク -Division Rap Battle-」 Rule the Stage 《Buster Bros!!! ＆ Bad Ass Temple feat. 糸の会 ＆ WESTEND-MAFIA》（2025年10月18日 - 24日、Kanadevia Hall） - 山田三郎 役[21]

#### 2026年
- 舞台「ヒプノシスマイク -Division Rap Battle-」Rule the Stage《Division Jam Tour》vol.3（2026年7月 - 8月〈予定〉） - 山田三郎 役[22]

### イベント
- くまモンファン感謝祭in TOKYO[23] [注 4] （2023年1月15日、日本工学院専門学校 片柳アリーナ）

- S/TEAM BLOOD お披露目ミニフリーライブ [25]（2023年8月13日、日比谷公園）

- 真夜中の推し活 公開収録 [26]（2023年9月6日、都内某所）

- S/TEAM BLOOD ファンミーティング [9] (2023年12月10日、K-Stage O!)

- ヒプノシスマイク DIVISION CROSS TALK Buster Bros!!! Ver.[27] (2024年2月20日、Theater Mixa)

- S/TEAM BLOOD's PARTY [9] (2024年3月22日、Spotify O-EAST)

- ネルケプランニング30th ANNIVERSARY『ネルフェス2024』（2024年8月20日、日本武道館）- 山田三郎 役

- ACTORS☆LEAGUE in Dance 2024[28]（2024年8月27日、有明アリーナ）

- TAKANO YUKIA FAN MEETING ~open day~ [29]（2025年1月26日、ばぐちか）

- 廣野凌大 2025-26カレンダー発売記念トークイベント MC [30]（2025年3月15日、東京証券会館ホール）

- ACTORS☆LEAGUE in Baseball 2025 [31]- ホームランフェアリーズ [注 5]（2025年6月30日、明治神宮野球場）

- ACTORS☆LEAGUE in Dance 2025 - lumiNous リーダー（2025年8月26日〈予定〉、国立代々木競技場 第一体育館）[32]

- 「〜企画プレゼンバラエティ〜これ採用っスカ？」誰ですか？日曜日に大事なプレゼン会議を入れたのは！フェスと称した株主総会（2025年9月28日〈予定〉、東京ガーデンシアター）[33]
- 「ヒプノシスマイク -Division Rap Battle-」Rule the Stage《Hypnosis Delight Fes.》（2025年10月25日・26日〈予定〉、Kanadevia Hall） - 山田三郎 役[34]